# Victor Hasselblad
Victor Hasselblad (Gotemburgo, 8 de marzo de 1906 - Ib., 5 de agosto de 1978) fue un inventor sueco y fotógrafo, conocido por inventar la cámara Hasselblad.

## Vida y trabajo
Nació en Gotemburgo en 1906. De joven emprendió junto con su padre, y montaron una empresa de fotografía, en la que conocería después a George Eastman y en los que después serían los distribuidores oficiales de la compañía de Eastman en Suecia. Con 18 años viajó a Dresde a ver fábricas de cámaras de fotos, los años siguientes fue viajando por Europa, y trabajo en la fábrica que tenía Eastman en Rochester.
Cuando volvió de los viajes, intento aplicar los conocimientos aprendidos en su empresa pero su padre no quiso aplicarlos, y el monto su propia empresa que era una tienda con laboratorio de fotografía.
En 1940 agentes de la Fuerza de Aérea Sueca, pidieron a Hasselblad, construir una cámara que habían encontrado a un soldado alemán  que había caído con su aeronave en Suecia en una misión de reconocimiento.En 1941 fundó la empresa Victor Hasselblad AB   para producir cámaras para la Fuerza Aérea Sueca.
Victor siempre probaba fuera de su empresa modelos de cámara nuevos para fotografiar pájaros. Por ejemplo con la Hasselblad 2000 estuvo probado una semana en Nidingen, el sitio único en Suecia donde había nidos de Gaviota tridáctila.
En 1948,  introdujo la primera cámara Hasselblad al mercado, la 1600F, en Nueva York Con el tiempo, Hasselblad ha sido una marca estándar para muchos fotógrafos profesionales.
En su muerte, Hasselblad donó 78 millones de coronas suecas (8 millones de dólares) al Erna y Victor Hasselblad Fundación.